# John Freckleton Burrowes
John Freckleton Burrowes (Londres, 23 d'abril de 1787 – idm. 31 de març de 1852) fou un compositor i organista anglès.
Els seus mètodes per a piano The pianoforte prímer i The thourough-bass primer, aconseguiren gran èxit; el 1905 es publicà una nova edició d'ambdues obres.